# NGC 5553
NGC 5553 је спирална галаксија у сазвежђу Волар која се налази на NGC листи објеката дубоког неба.
Деклинација објекта је + 26° 17' 14" а ректасцензија 14h 18m 29,6s. Привидна величина (магнитуда) објекта NGC 5553 износи 14,0 а фотографска магнитуда 14,9. NGC 5553 је још познат и под ознакама UGC 9160, MCG 5-34-17, CGCG 163-24, PGC 51105.